# TI-Nspire

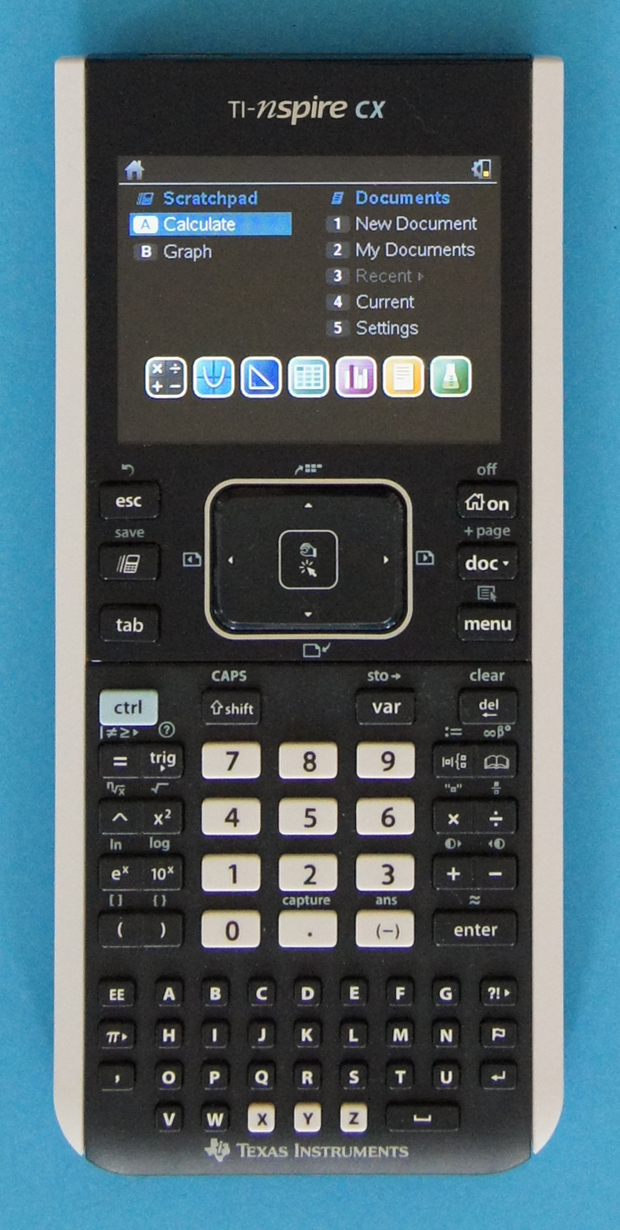
TI-Nspire CX

A TI-Nspire é uma linha de calculadoras gráficas desenvolvida pela Texas Instruments. A linha inclui atualmente os modelos TI-Nspire, TI-Nspire CAS, TI-Nspire CX and TI-Nspire CX CAS. Existe software disponível para Windows e para Mac OS X que permite ao utilizador criar ficheiros compatíveis com a calculadora ou editar os ficheiros da mesma. Este software pode ser utilizado gratuitamente durante 30 dias, período após o qual é solicitada uma licença para posterior utilização do mesmo. No entanto, a Texas Instruments também oferece um outro software, gratuito, que pode ser utilizado por um tempo ilimitado e sem licença mas que só permite a transferência de ficheiros e não a emulação da calculadora. Em 2010, a Texas Instruments atualizou as calculadoras para as versões Touchpad da Nspire e da Nspire CAS que vêm com o software para computadores e com baterias recarregáveis. Em 2011, a TI anunciou dois novos modelos na linha TI-Nspire: a Nspire CX e a Nspire CX CAS. As principais novas funcionalidades são o ecrã a cores, a bateria recarregável e o design mais fino.